# Pleurothallis cordata
Pleurothallis cordata là một loài lan có mặt từ miền tây South America to Venezuela.

## Hình ảnh

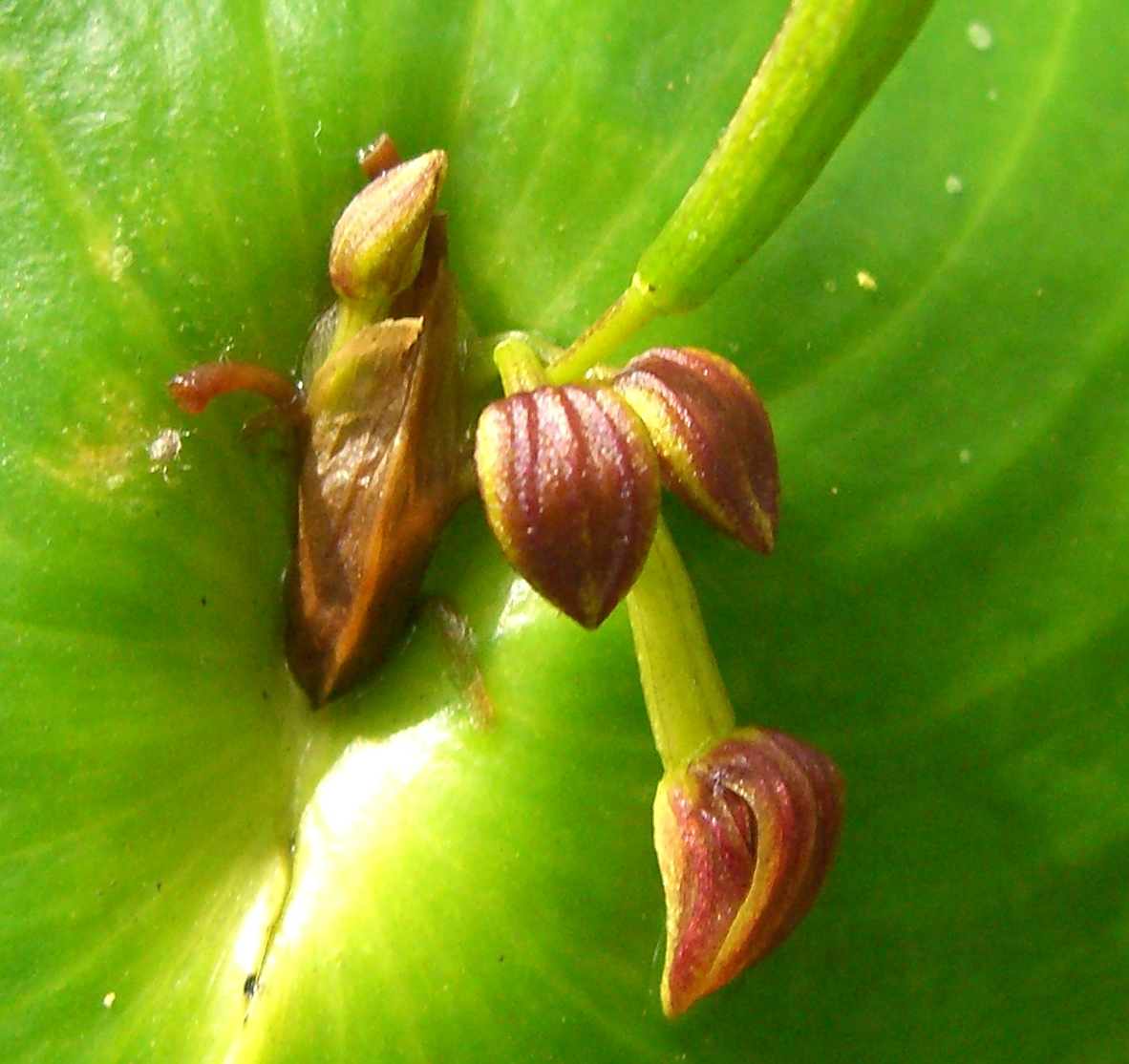